# Håsjön, Jämtland
Håsjön är en sjö i Östersunds kommun i Jämtland och ingår i Ljungans huvudavrinningsområde. Sjön har en area på 0,105 kvadratkilometer och ligger 338,2 meter över havet. Sjön avvattnas av vattendraget Hållborgsån (Hållstaån).

## Delavrinningsområde
Håsjön ingår i det delavrinningsområde (699548-145532) som SMHI kallar för Inloppet i Hornsjön. Medelhöjden är 359 meter över havet och ytan är 2,59 kvadratkilometer. Räknas de 4 avrinningsområdena uppströms in blir den ackumulerade arean 64,3 kvadratkilometer. Hållborgsån (Hållstaån) som avvattnar avrinningsområdet har biflödesordning 3, vilket innebär att vattnet flödar genom totalt 3 vattendrag innan det når havet efter 239 kilometer. Avrinningsområdet består mestadels av skog (83 procent). Avrinningsområdet har 0,1 kvadratkilometer vattenytor vilket ger det en sjöprocent på 4 procent.